# 700818 Pauldelaney
700818 Pauldelaney è un asteroide della fascia principale. Scoperto nel 2004, presenta un'orbita caratterizzata da un semiasse maggiore pari a 2,767690 UA e da un'eccentricità di 0,083178, inclinata di 4,015820° rispetto all'eclittica.